# متئو تایاریول
متئو تایاریول (ایتالیایی: Matteo Tagliariol؛ زادهٔ ۷ ژانویهٔ ۱۹۸۳) شمشیرباز اهل ایتالیا است.